# Picnic (película)
Picnic (Picnic) es una película dirigida por Joshua Logan basada en la obra teatral del mismo título escrita por William Inge, estrenada y publicada en 1953 en Broadway. La obra teatral obtuvo varios premios destacándose el Pulitzer a mejor drama de 1953. La película ganó dos Óscares, a la mejor dirección artística y al mejor montaje con cuatro otras candidaturas: a la mejor película, al mejor director, al mejor actor de reparto (Arthur O'Connell), y a la mejor música.

## Argumento
Hal Carter, un joven aventurero llega a una pequeña población de Kansas, Estados Unidos, donde quiere visitar a su antiguo compañero de la universidad, Alan Benson. Resulta que Alan es el hijo del hombre más rico del pueblo, tiene una vida cómoda y será el heredero del imperio que su padre ha construido, y tiene una novia, Madge que vive con su madre, hermana (Susan Strasberg) y una maestra de secundaria (Rosalind Russell) a la que le rentan una habitación. 
Hal es un hombre joven sin logros y atormentado por un pasado difícil. Fue a la universidad con una beca por ser jugador de fútbol, que se fija en Madge, una mujer mucho más joven. Ella quiere ser apreciada por algo más que por su belleza, pero que es opacada en los campos intelectuales por su hermana menor. Entre ambos surgen sentimientos que cambian y les hacen cuestionar, en un solo día, la vida y valores a todos ellos.
Alan le promete a Hal un trabajo estable como "recogedor de trigo" en sus plantaciones, aunque Hal tenía expectativas poco realistas de convertirse en ejecutivo en el futuro, invita a Hal al pícnic por el Día del Trabajo de la ciudad. Hal desconfía de ir al pícnic, pero Alan lo convence, diciendo que la "cita" de Hal será la joven Millie, que rápidamente se siente atraída por la actitud alegre y el carisma de Hal.

## Reparto
- William Holden: Hal Carter
- Kim Novak: Marjorie 'Madge' Owens
- Betty Field: Flo Owens
- Susan Strasberg: Millie Owens
- Cliff Robertson: Alan Benson
- Rosalind Russell: Rosemary Sydney
- Arthur O'Connell: Howard Bevans
- Verna Felton: Helen Potts
- Reta Shaw: Irma Kronkite
- Raymond Bailey: Sr. Benson
- Nick Adams: Bombardero

## Publicidad subliminal
En 1957 el publicitario  James Vicary dijo que había incluido publicidad subliminal que decía coma palomitas de maiz y beba Coca-Cola en los pases de Picnic durante seis semanas, resultando que las ventas de Coca-Cola y palomitas se había incrementado el 18,1 por ciento y el 57,8 por ciento, respectivamente. Más tarde Vicary confesó que era todo mentira y que su "experimento" fue solo un truco publicitario.

## Rodaje
Se llevó a cabo en localidades de Kansas, favoreciendo el ambiente de pequeña ciudad de la cinta. Picnic fue rodada en su mayor parte en Hutchinson, Kansas.  Otras localizaciones incluyen:
- Halstead, para las escenas del pícnic.[6][7][8] El puente peatonal sobre el río Little Arkansas sigue allí.
- Nickerson para la casa de la familia Owen.[9]
- Salina, para la escena inicial donde Hal salta del tren y la escena de la cascada.[10]
- Sterling, para la escena del lago.[9]

## Remakes
Picnic tuvo dos remakes para la televisión: 
- 1986, con Gregory Harrison, Jennifer Jason Leigh, Michael Learned, Rue McClanahan, y Dick Van Patten.
- 2000, con Josh Brolin, Gretchen Mol, Bonnie Bedelia, Jay O. Sanders, y Mary Steenburgen.